# Biofacto
El concepto biofacto consiste en la unión de las palabras bios (griego: vida) y artefacto y se refiere a un artefacto originariamente biológico.

## Filosofía
El concepto fue introducido por primera vez en el discurso filosófico 2001 por la filósofa y bióloga Nicole C. Karafyllis, para aclarar, que los seres vivos también pueden ser técnicos y artificiales a través de métodos de las técnicas agrarias y biológicas, como por ejemplo ingeniería genética o clones. En el año 2003 se publicó el libro Biofakte, que es una referencia en la introducción de este concepto.
En primera línea apunta la introducción de este concepto a que los productos biotécnicos no sean subsumidos sin previa reflexión bajo el concepto naturaleza y que naturaleza y vida sean equiparados. Los biofactos muestran huellas de cultura y técnica. Filosóficamente este concepto plantea la pregunta, si el fenómeno crecimiento puede ser entendido como una clara diferencia de la naturaleza entre técnica y arte. Esto es válido para reflexiones sobre la naturaleza tanto históricas como actuales.
Para la filosofía de la técnica se plantea por ello la pregunta, si en primer lugar la biotécnica y la técnica agraria no debieran ser una parte integral de la reflexión técnico-filososófica (completando el foco en máquina y artefacto), y en segundo lugar, si los conceptos de la técnica establecidos, que se basan en la artificialidade, han de modificarse. 
Karafyllis ve la oportunidad de integrar en una teoría de las ciencias de la técnica no sólo la construcción como modo clásico de la creación de artefactos sino también la provocación como método de la producción de biofactos.
Para la filosofía de la naturaleza se plantea la pregunta, si la naturaleza es en cada caso evidente. La filosofía de la biología se enfrenta al reto de asegurarse sus propias formas técnicas en las descripciones y construcciones de seres vivos y de diferencias el concepto de ser vivo del concepto de organismo. 
Para la filosofía de la ciencia y la sociología del conocimiento aparece la delimitación todavía por pensar en relación con el concepto "objeto" como un concreto y la problemática de la exclusividad del conocimiento (ver expertos) en torno a la naturaleza tecnificada, que aparece más allá del laboratorio como evidente. 
Justamente sobre los conceptos de aparición, del mostrarse y del yo hay puntos de conexión con la fenomenología, antropología y la ontología. Jürgen Habermas llama la atención sobre las consecuencias antropológicas de la igualación de la diferencia resultante.
Los artefactos son objetos artificiales creados por el hombre que no se encuentran en la naturaleza y que, al contrario de los biofactos, carecen de vida. Los objetos construidos estaban incluidos como "técnica" hasta el momento en el campo de los objetos, mientras que los seres vivos pertenecían a la categoría de "naturaleza". Los biofactos marcan un ontológico estado intermedio. Están hechos, al igual que los artefactos, con vistas a una utilidad. Por tanto los biofactos son artefactos biológicos, están vivos y muestran su carácter de híbridos.
El concepto también permite un análisis crítico con el campo de investigación de la tecnociencia, en la que es postulada una fusión del saber con el hacer técnico. Este concepto también ha sido asimilado en el estilo artístico del bioarte pero sin utilizar su potencial crítico.
Los seres vivos alcanzan la artificialidad también a un nivel teorético, cuando son incluidos como organismo en el contexto de una reconstrucción científica de desarrollos (como por ejemplo en la arqueología, en la teoría de la evolución) o en las artes visuales.

## Historia del concepto
La primera aparición comprobada del concepto "biofacto", con un sentido argumentativo distinto, se encuentra según Nicole C. Karafyllis en el artículo "Biofacto y artefacto" impreso en 1943/1944 en la revista especializada en microscopia "Mikrokosmos", escrito por el protozoólogo vienés Bruno M. Klein. Klein distinguía entre estructuras "muertas" de los organismos vivos, como por ejemplo la cáscara del alga diatomea, de los artefactos preparados y restos óseos de los organismos tras su muerte. La distinción entre vivo/muerto era para Klein reveladora, no la distinción entre técnica/naturaleza o fabricado/desarrollado naturalmente. Por ello está su concepto próximo al uso aislado de la arqueología. Para Klein los biofactos son aquello que se puede proyectar desde su sustancia viva y que puede generar biofactos, para sustituir algo que le "falta" (como una envoltura protectora). En un artículo (enlace roto disponible en Internet Archive; véase el historial, la primera versión y la última). de Klein del año 1943 se anuncia el artículo anteriormente mencionado (en el año de aparición 1942/43), de modo que se puede basar la aparición del concepto de biofacto de Klein en el año 1942.

## Distintos significados
No se ha de confundir un biofacto con 1.) un fósil, un resto de la Historia de la Tierra (biológico), 2.) con un artefacto, que no ha sido construido por un ser humano ( por ejemplo las presas que construyen los castores), 3.) con un indicador arqueológico, que está caracterizado por su viveza potencial ( por ejemplo, antiguas esporas de hongos o restos de alimentos en tumbas), 4.) con el concepto de zombi, que como no muerto tiene una existencia intermedia.

## Literatura

### Literatura básica
- Nicole C. Karafyllis (Hrsg.): Biofakte – Versuch über den Menschen zwischen Artefakt und Lebewesen. mentis, Paderborn 2003. Siehe insbesondere die Einleitung  Das Wesen der Biofakte, S. 11–27.
- Nicole C. Karafyllis: Stichwort: Biofakt, in: Information Philosophie 2004.
- Nicole C. Karafyllis: Biofakte – Grundlagen, Probleme, Perspektiven. In Erwägen Wissen Ethik. Vol. 17. Heft 4, 2006, S. 547–558.
- Nicole C. Karafyllis: Growth of Biofacts: the real thing or metaphor? In: R. Heil, A. Kaminski, M. Stippack, A. Unger and M. Ziegler (Hrsg): Tensions and Convergences. Technological and Aesthetic (Trans)Formations of Society. Bielefeld 2007, S. 141–152.
- Nicole C. Karafyllis: Endogenous Design of Biofacts. Tissues and Networks in Bio Art and Life Science. In: Jens Hauser (Hrsg.): sk-interfaces. Exploding borders – creating membranes in art, technology and society. University of Liverpool Press, Liverpool 2008, S. 42–58.
- Karafyllis, N.C.: Artefakt – Lebewesen – Biofakt. Philosophische Aspekte lebendiger Bauten. In: G. de Bruyn et al. (Hg.): Lebende Bauten – Trainierbare Tragwerke. Schriftenreihe Kultur und Technik, Bd. 16. Münster, New York u.a. 2009: LIT, 97-111.
- Karafyllis, N.C. Biofakte als neue Kategorie der Informatik? In: Raimund Jakob, Lothar Phillips, Erich Schweighofer, Czaba Varga (Hg.): Auf dem Weg zur Idee der Gerechtigkeit. Gedenkschrift für Ilmar Tammelo. Münster u.a.: LIT. 249-262.
- Karafyllis, N. C.: Provokation als Methode der biotechnischen Evolution, in: Volker Gerhardt, Klaus Lucas und Günter Stock (Hg.): Evolution. Theorie, Formen und Konsequenzen eines Paradigmas in Natur, Technik und Kultur. Berlín: Akademie Verlag 2011

### Literatura secundaria / recepción
- Suzanne Anker, "Technogenesis", in: B. Andrew Lustig, Baruch A. Brody, Gerald P. McKenny (Eds.): Altering nature: concepts of nature and the natural in biotechnology debates, Springer 2008, pp. 275-322. (in English)
- Dieter Birnbacher: Natürlichkeit. de Gruyter, Berlín, New York 2006. ISBN 978-3-11-018554-6
- Gerd de Bruyn, "Artefakt und Biofakt", in: Anke Haarmann, Harald Lemke (Hg.): Kultur / Natur. Kunst und Philosophie im Kontext der Stadtentwicklung"", Hamburg: Jovis, 83-92.
- Gunnar Duttge, "Biofakte: Anthropologische Grundlagen und Herausforderungen für das Recht". In: Gedenkschrift für Ilmar Tammelo, LIT-Verlag, Wien, 2009, 235-248. ISBN 978-3-643-50034-2
- Jan-Christoph Heilinger, Oliver Müller: Der Cyborg und die Frage nach dem Menschen. Kritische Überlegungen zum „homo arte emendatus et correctus“, Jahrbuch für Wissenschaft und Ethik 2007, 21-44. Print ISBN 978-3-11-019246-9
- Christoph Hubig: Die Kunst des Möglichen I. Bielefeld 2006.
- Bernhard Irrgang: Posthumanes Menschsein?, Stuttgart: Steiner 2005.
- Torsten Meyer und Uta Hassler: "Construction History and the History of Science Archivado el 20 de marzo de 2012 en Wayback Machine.: ", Proceedings of the Third International Concress of Concstruction History, Cottbus May 2009 (in English)
- Orlan: A Hybrid Body of Artworks, ed. by S. Shepherd and Orlan, Taylor&Francis 2010.
- Hans Poser: Herausforderung Technik. Frankfurt am Main u. a. 2008. ISBN 978-3-631-56909-2
- Ingeborg Reichle: Art in the Age of Technoscience. Genetic Engineering, Robotics, and Artificial Life in Contemporary Art. Vienna, New York: Springer 2010. (dt. Orig. unter dem Titel Kunst aus dem Labor, Springer 2005). ISBN 978-3-211-78160-9
- Werner Rammert: Technik, Handeln und Sozialstruktur. Eine Einführung in die Soziologie der Technik. TU Berlín 2006.
- Werner Rammert: Technik - Handeln - Wissen: Zu einer pragmatistischen Technik- und Sozialtheorie. VS Verlag für Sozialwissenschaften. 2007. ISBN 978-3-531-15260-8
- Günter Ropohl: Signaturen der technischen Welt, Münster: LIT Verlag 2009. ISBN 978-3-643-10465-6
- Heiko Stoff: Alraune, Biofakt, Cyborg. Ein körpergeschichtliches ABC des 20. und 21. Jahrhunderts. In Simone Ehm und Silke Schicktanz (Hrsg.): Körper als Maß? Biomedizinische Eingriffe und ihre Auswirkungen auf Körper- und Identitätsverständnisse. Stuttgart 2006, S. 35–50.